# Consolida teheranica
Consolida teheranica är en ranunkelväxtart som först beskrevs av Pierre Edmond Boissier, och fick sitt nu gällande namn av K. H. Rechinger. Consolida teheranica ingår i släktet åkerriddarsporrar, och familjen ranunkelväxter.

## Underarter
Arten delas in i följande underarter:
- C. t. ecalcarata
- C. t. intricata